# Minéral
Cet article concerne les substances appelées minéraux. Pour les autres significations, voir Minéral (homonymie).

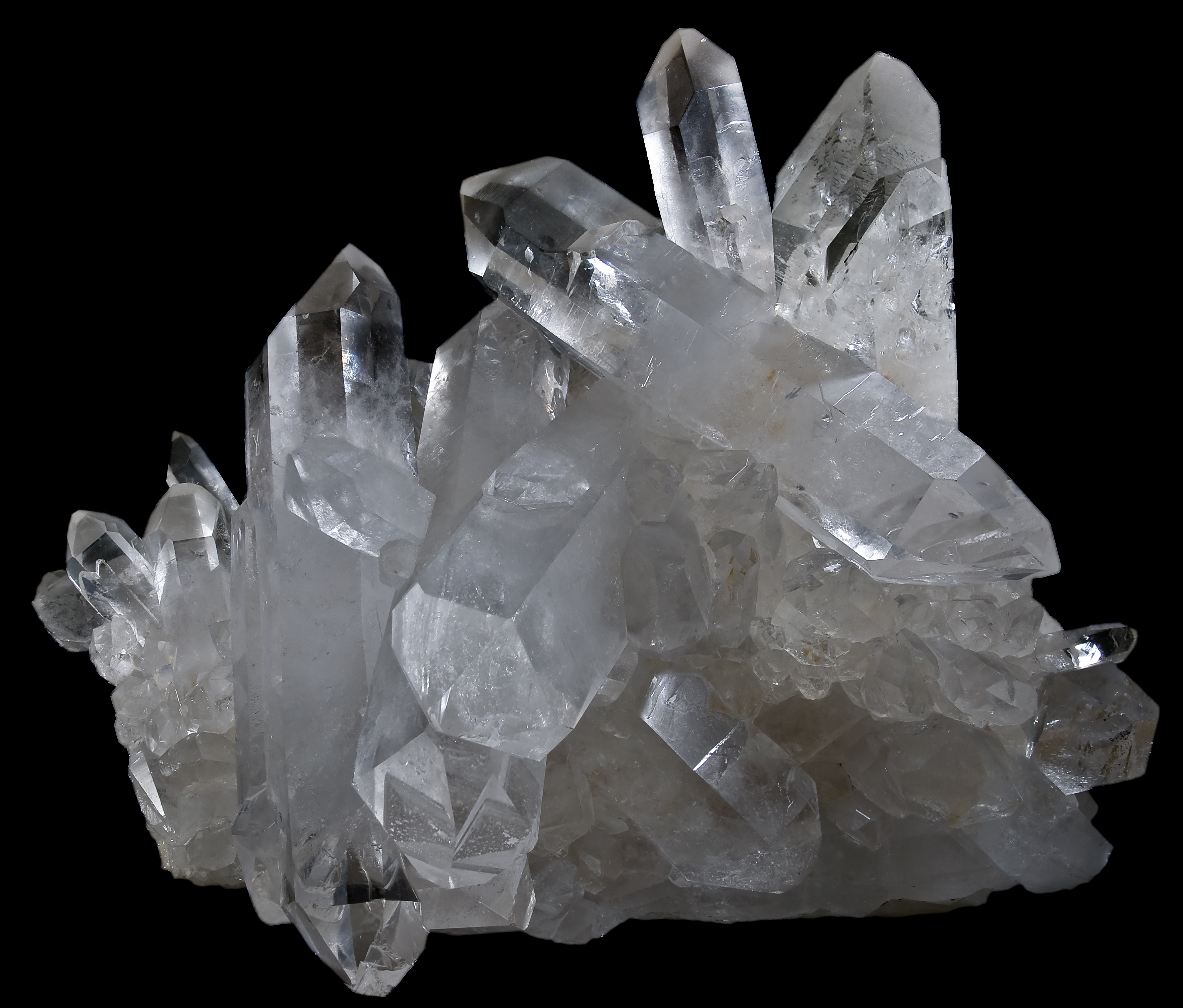
Quartz.

Un minéral est essentiellement une substance chimique cristalline formée par un processus géologique, mais cette définition comporte quelques exceptions. Il peut être décrit, dans la très grande majorité des cas, comme une matière cristallisée caractérisée par sa composition chimique et l'agencement de ses atomes selon une périodicité et une symétrie précises qui se reflètent dans le système cristallin et le groupe d'espace du minéral.
En pratique, le terme minéral peut être employé de façon générale ou plus particulière :
- au sens générique, pour en décrire la nature et les propriétés au sein d'une classification minéralogique, on utilise le terme plus précis d'espèce minérale[2],[3] ;
- dans un sens moins général, pour décrire les caractéristiques particulières d'un minéral dans une roche précise ;
- voire pour désigner un cristal particulier, par le nom de l'espèce minérale à laquelle il appartient.

Les minéraux s'associent pour constituer les roches qui composent la croûte terrestre et le manteau terrestre et, d'une façon plus générale, les planètes telluriques et les astéroïdes (donc aussi les météorites).

## Étymologie
Le nom « minéral » semble provenir du mot latin minera, qui signifie « mine » ou « minière ». Il passe en français par l'adjectif « minéral » qui qualifie le monde souterrain, minier. Il décrit globalement les multiples corps présents à la surface de la terre ou à faible profondeur (moins de quelques kilomètres). Il faut distinguer l'usage des chimistes qui ont qualifié encore tardivement, bien après la révolution lavoisienne, de matière minérale les corps inorganiques caractéristiques de ce milieu souterrain et minier. Une expression comme « charbon minéral », opposé à « charbon animal » (obtenu par calcination des os avec parfois des chairs), maintient une opposition vitaliste entre règne minéral et règne vital. L'analyse précoce des eaux minérales est aussi responsable de cette frontière indécise, les (bi)carbonates et les oxalates, ainsi que l'acide carbonique et les ferrocyanures, étant rangés en dehors de la chimie organique, bien qu'elle soit en principe celle de l'élément carbone.

## Définition
Par exception historique à l'état solide, le mercure natif, liquide à température ambiante (il ne forme un cristal qu'en dessous de −39 °C), est aussi considéré comme un minéral de la catégorie des éléments natifs. Quelques solides non cristallisés et amorphes, telles l'opale (minéraloïde composé de différentes phases de silice, assimilable à une roche) et l'ambre (roche organique issue de coulée de sève fossilisée), sont aussi considérés par tradition comme des minéraux, alors que les verres naturels sont exclus. Un minéral doit être macroscopiquement homogène, ce qui n'empêche pas que la détection de mélanges microscopiques de minéraux entraîne ipso facto leur éviction comme minéral global. La composition chimique peut être parfois légèrement variable, ou couvrir de larges gammes de variations compréhensibles par substitution comme dans le cas des solutions solides.
Pour régler les questions de définition, dénomination et classification, il faut un arbitre scientifique international. Ce rôle est joué par l'Association internationale de minéralogie (IMA, pour l'anglais International Mineralogical Association), et en pratique par sa commission des nouveaux minéraux, de la nomenclature et de la classification (CNMNC, pour l'anglais Commission on New Minerals, Nomenclature and Classification). Notamment, un minéral n'est reconnu officiellement, et son nom adopté internationalement, que quand sa présence à l'état naturel a été démontrée. Depuis 2021, L'IMA attribue à chaque minéral reconnu officiellement un symbole (en pratique une abréviation de son nom), utile pour l'écriture des tableaux, figures et réactions minérales.

## Caractéristiques
Un minéral se caractérise par ses propriétés physico-chimiques (test à l'eau, à l'acide chlorhydrique, sa résistance mécanique, ses propriétés optiques...), desquelles s'extraient de manière coutumière et emblématique sa dureté classée sur l'échelle de Mohs de 1 à 10 (sachant que 10 est le plus dur et 1 le moins dur) et sa formule chimique, celle-ci pouvant varier (cf. minéralogie). Dans certains types de site cristallochimique, plusieurs atomes peuvent parfois se remplacer en donnant lieu à des substitutions isomorphes. C'est le cas, par exemple, du fer et du magnésium dans l'olivine ou du sodium et du calcium dans les plagioclases. La composition d'un minéral est alors souvent comprise entre des extrêmes plus ou moins éloignés, tout composé intermédiaire faisant partie de la série. Par exemple, tout mica dont la composition est comprise entre celle de la phlogopite et celle de l'annite est une biotite.
Les variations admises dans la composition font que le minéralogiste considère volontiers les minéraux comme des espèces minérales, se caractérisant certes par ses propriétés physiques — les plus « visibles » ou « facilement observables » étant parfois la symétrie et la géométrie des angles, les clivages, les cassures et les éclats, les duretés, la résistance et les textures, la trace, la couleur, l'éclat, la transparence et l'indice de réfraction, la diaphanité ou l'opacité optique, la réflectance, la fluorescence ou la phosphorescence, la radioactivité naturelle — et chimiques - analyse, essai de chauffage au chalumeau, solvabilité...- , mais ne pouvant a priori pour le minéralogiste se confondre avec les corps simples ou composés chimiques recueillis, purifiés ou artificiellement fabriqués par le chimiste.
Certains critères minéralogiques permettent de décrire les minéraux mais ils sont parfois peu discriminants : couleur (minéraux de teinte claire ou sombre, seule la couleur brune verte de l'olivine étant caractéristique), forme (lorsqu'il présente ses formes cristallines propres, le minéral est dit automorphe, lorsque sa forme est limitée par la croissance de minéraux voisins, il est dit xénomorphe), éclat (éclat gras ou vitreux du quartz, éclat métallique du mica noir, éclat nacré du mica blanc), clivage (plan en feuillet, en gradin, en escalier).

## Classification des minéraux
Le nombre des espèces minérales ne cesse d'augmenter avec le perfectionnement des techniques d'analyse. On en compte autour d'une centaine à la fin du XVIIIe siècle, 800 en 1890, le millier est franchi en 1920, les deux mille en 1964, les trois mille vers 1977 et les quatre mille en 2005. En 2016, plus de 4 750 minéraux sont recensés. En 2022, l'Association internationale de minéralogie reconnaît 5 863 espèces minérales. Ils sont classés principalement d'après des critères chimiques et cristallographiques. Ils peuvent ainsi être classés selon divers systèmes de classification, parmi lesquels la classification de Dana, celle de Strunz ou encore un index chimique de minéraux, tel que le Hey's Chemical Index of Minerals.
Leur composition chimique permet de les grouper en dix classes principales suivant l'ancienne classification de Strunz, 9e éd. de 2001 :
1. Éléments natifs, corps simple engendré par un seul élément chimique plus ou moins pur, comme le carbone (et le diamant), le soufre natif, l'or natif, l'argent natif, le cuivre natif, le platine ;
la première classe de Strunz comprend aussi les carbures, nitrures, phosphures et siliciures ;
2. Sulfures (anion S2−), comprenant les sulfosels ;
3. Halogénures : chlorures (Cl−), fluorures (F−), etc. ;
4. Oxydes (O2−) et hydroxydes (OH−), comme la magnétite, le corindon ou le rutile ;
5. Carbonates (CO3)2− et nitrates (NO3)− ;
6. Borates (BO3)3− ;
7. Sulfates (SO4)2−, chromates (CrO4)2−, molybdates (MoO4)2−, tungstates (WO4)3− ;
8. Phosphates (PO4)3−, arséniates (AsO4)3−, vanadates (VO4)3− ;
9. Silicates (SiOx)4−2x ;
10. Minéraux organiques, composés organiques cristallisés et présents à l'état naturel, comme l'oxammite (NH4)2C2O4 • H2O, un oxalate.

On peut aussi évoquer les faux minéraux, que l'on trouve en nombre croissant aujourd'hui, dont beaucoup sont fabriqués à destination de l'industrie, de la joaillerie et du tourisme.

## Minéraux essentiels, minéraux accessoires
Un minéral essentiel (ou majeur) d'une roche est présent en pourcentage notable ou intervient dans sa définition. Un minéral accessoire (ou mineur) est présent en faible pourcentage (de l'ordre de 1 % ou moins) ou n'intervient pas dans la définition. Un minéral peut être accessoire dans une roche et essentiel dans une autre. Ces qualificatifs ne sont pas des jugements de valeur, la présence ou la composition d'un ou de plusieurs minéraux accessoires pouvant être cruciale pour remonter à l'origine ou à l'histoire d'une formation rocheuse.

## Galerie

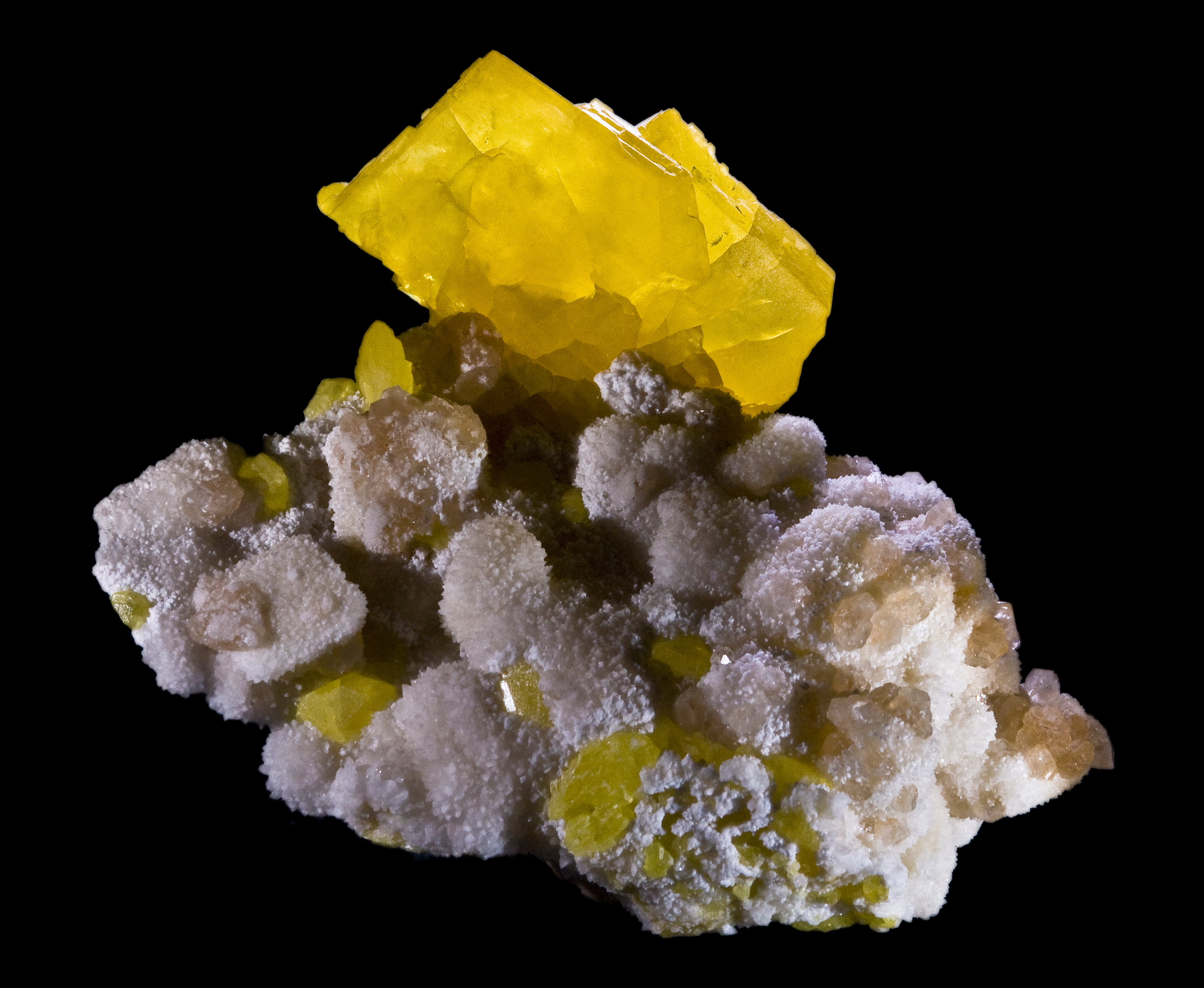
Éléments natifs Soufre
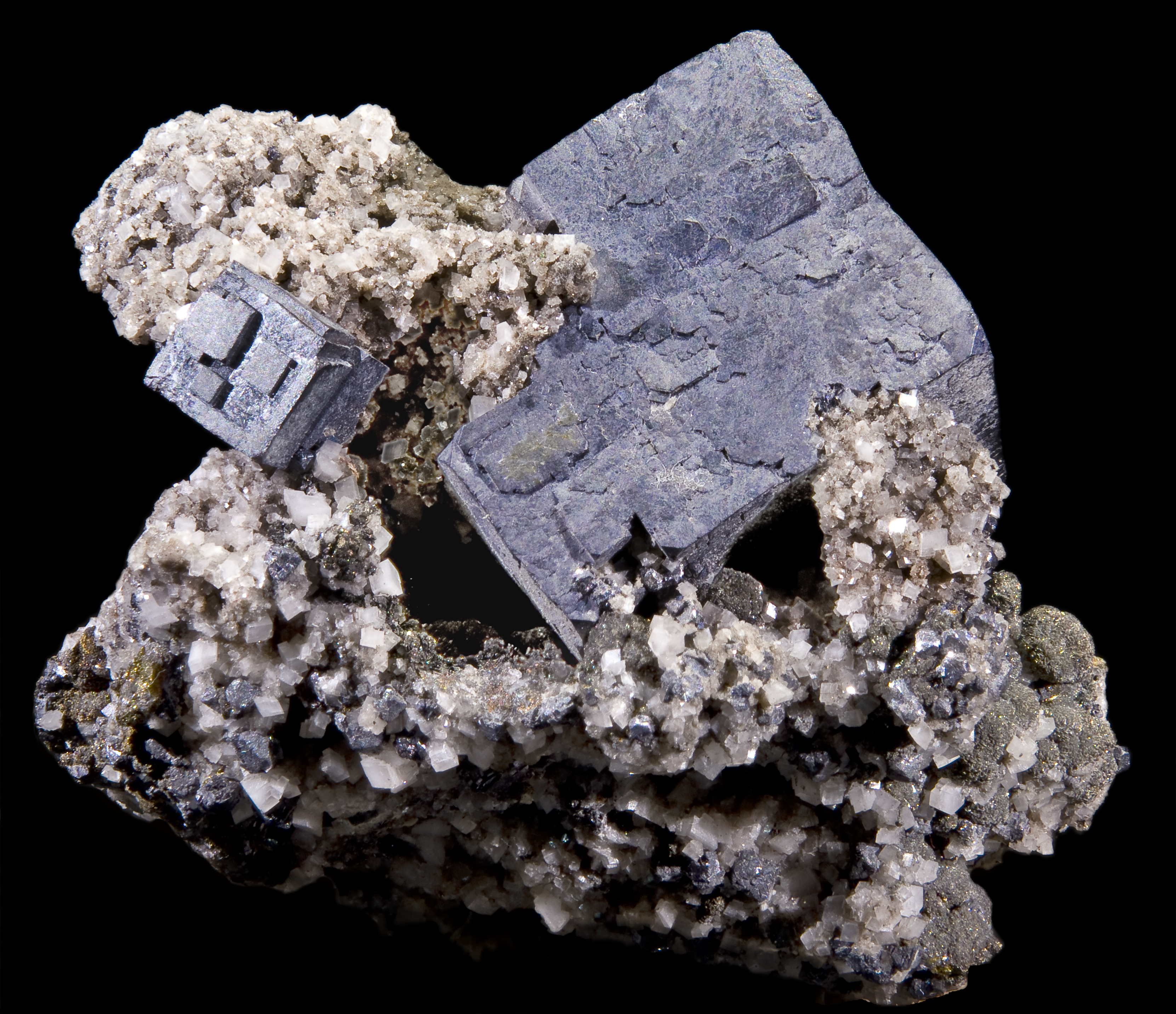
Sulfures Galène
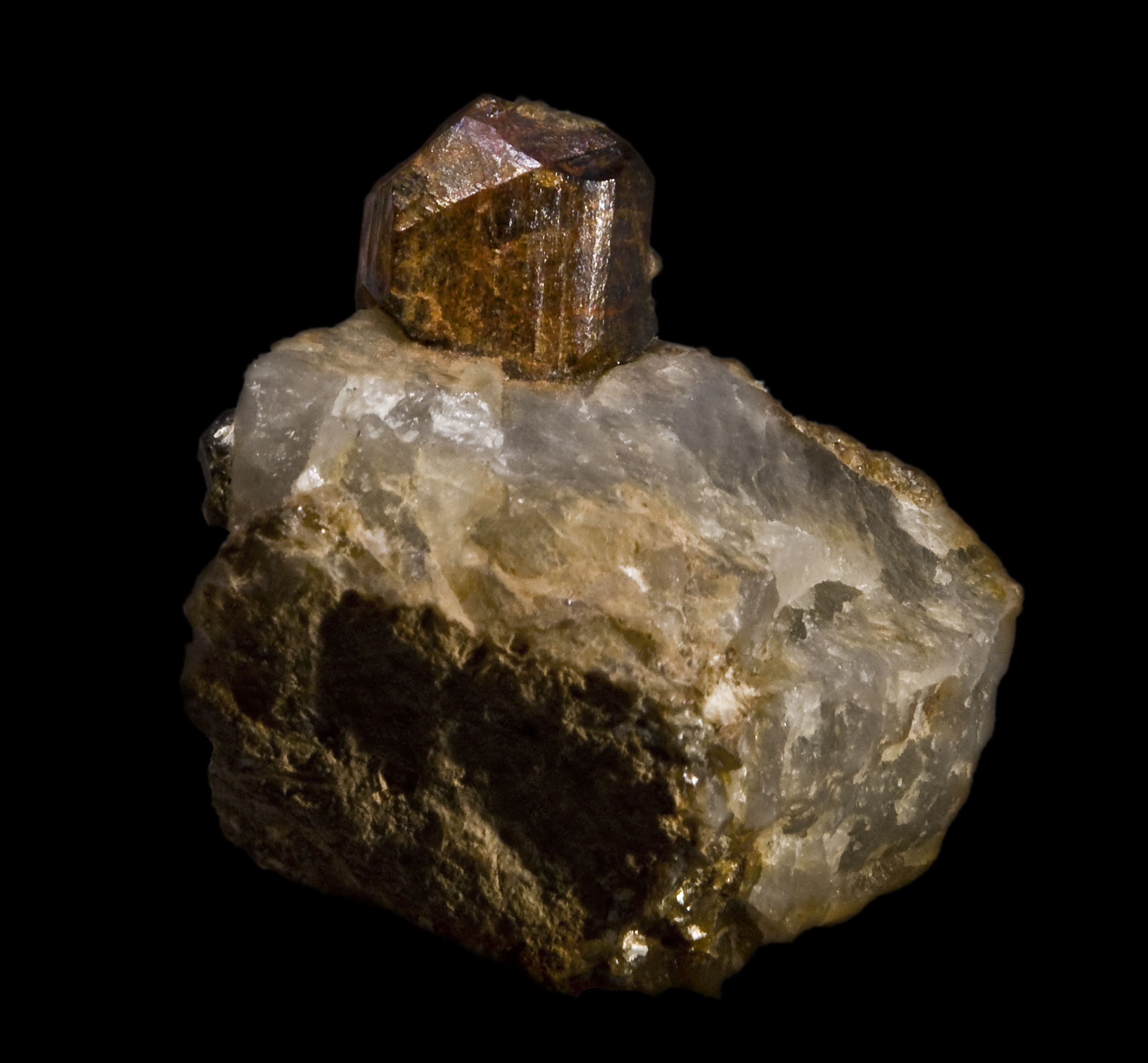
Oxydes et hydroxydes Cassitérite
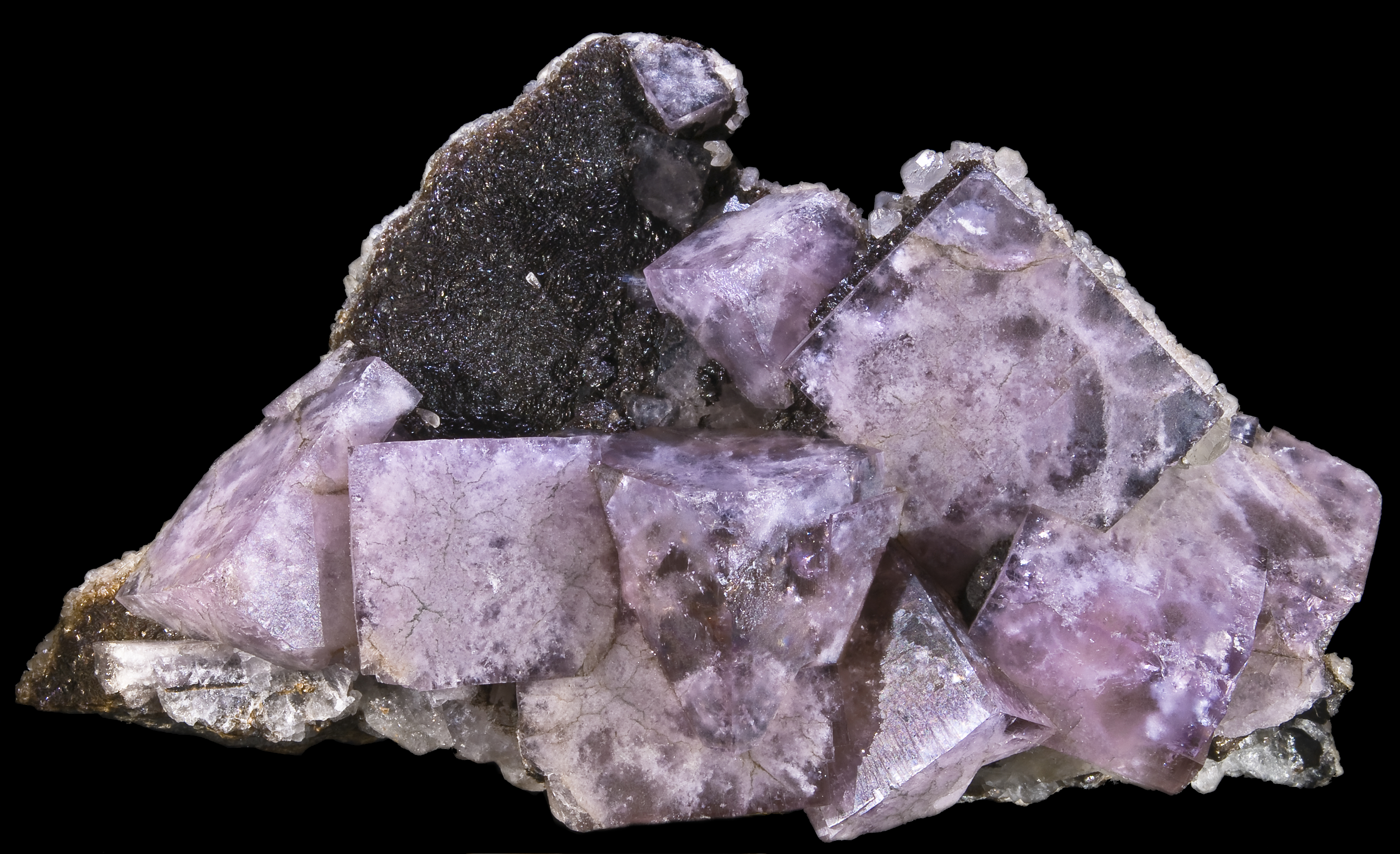
Halogénures Fluorite
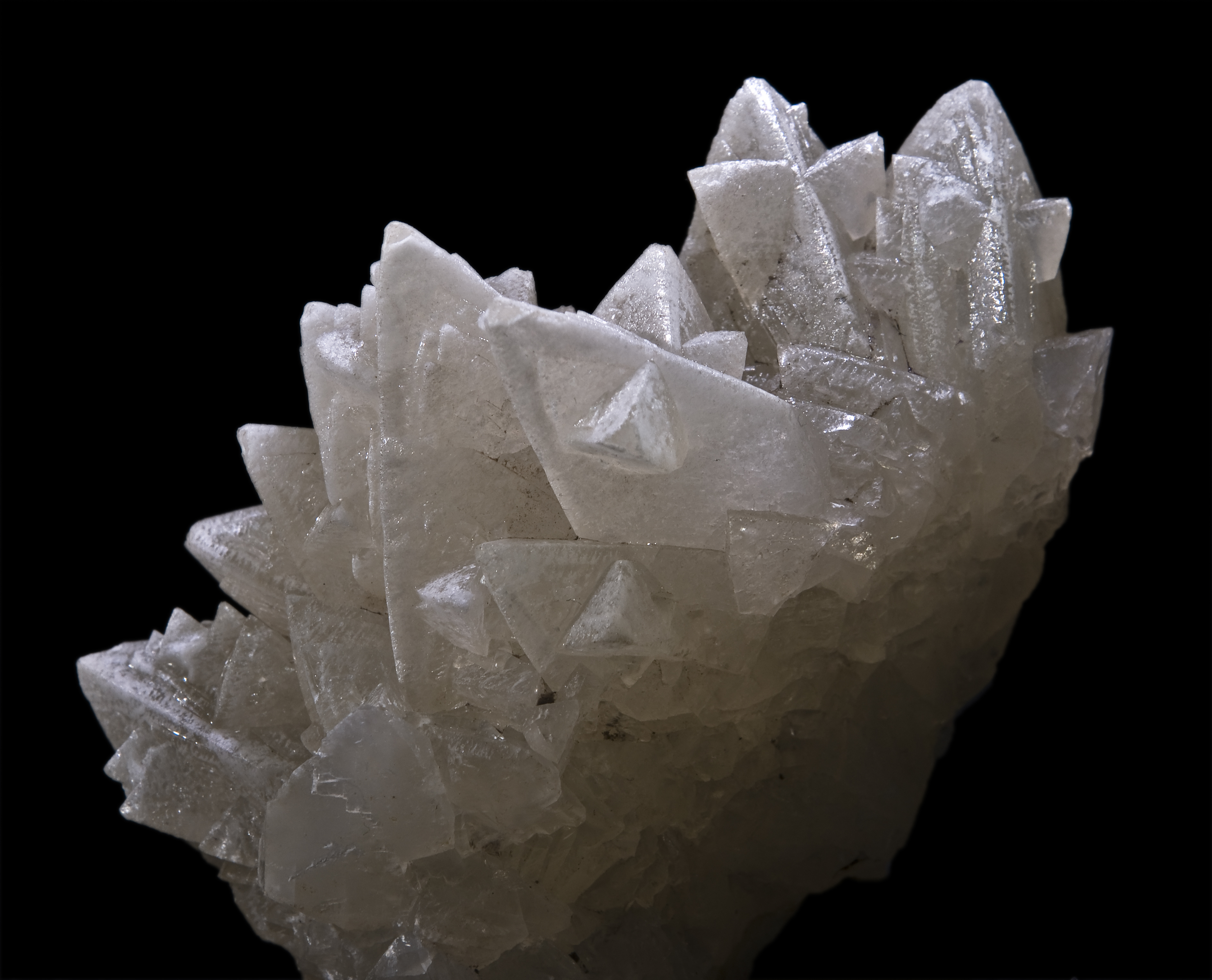
Carbonates et nitrates Calcite
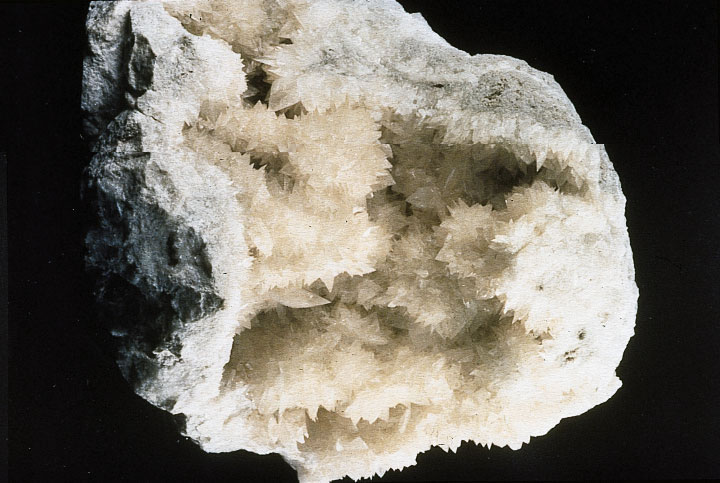
Borates Colémanite
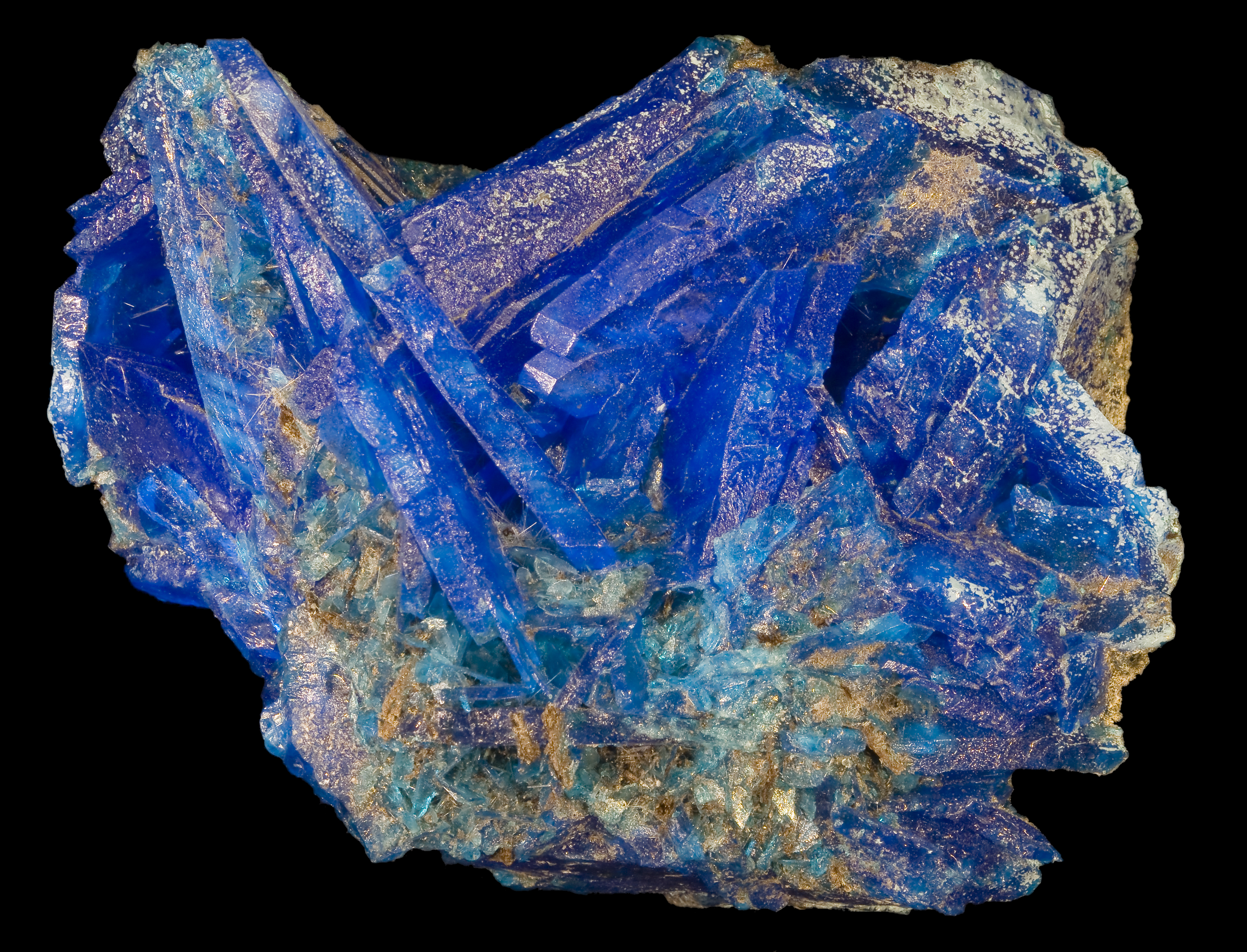
Sulfates, chromates, molybdates, tungstates Chalcantite
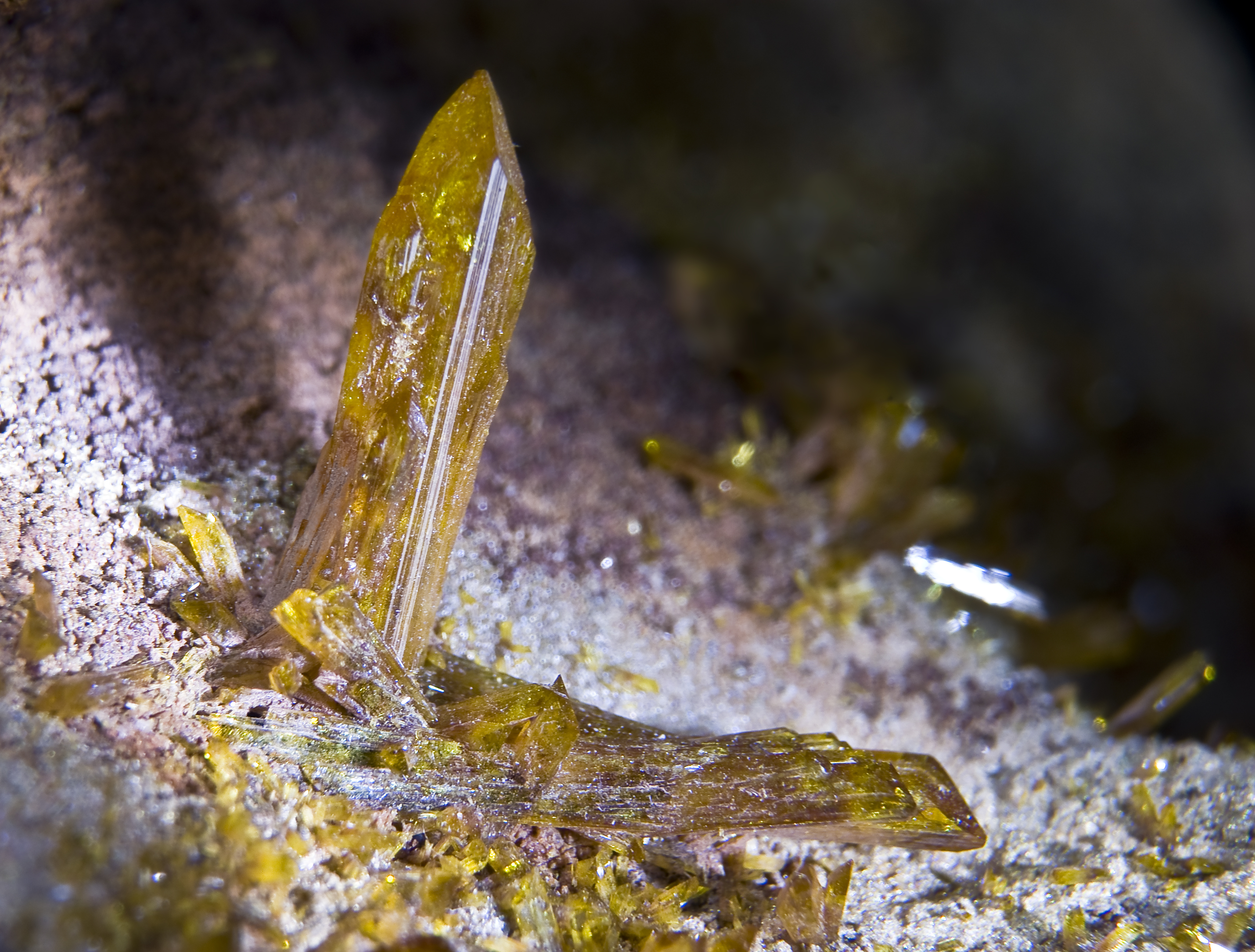
Phosphates, arséniates, vanadates Legrandite
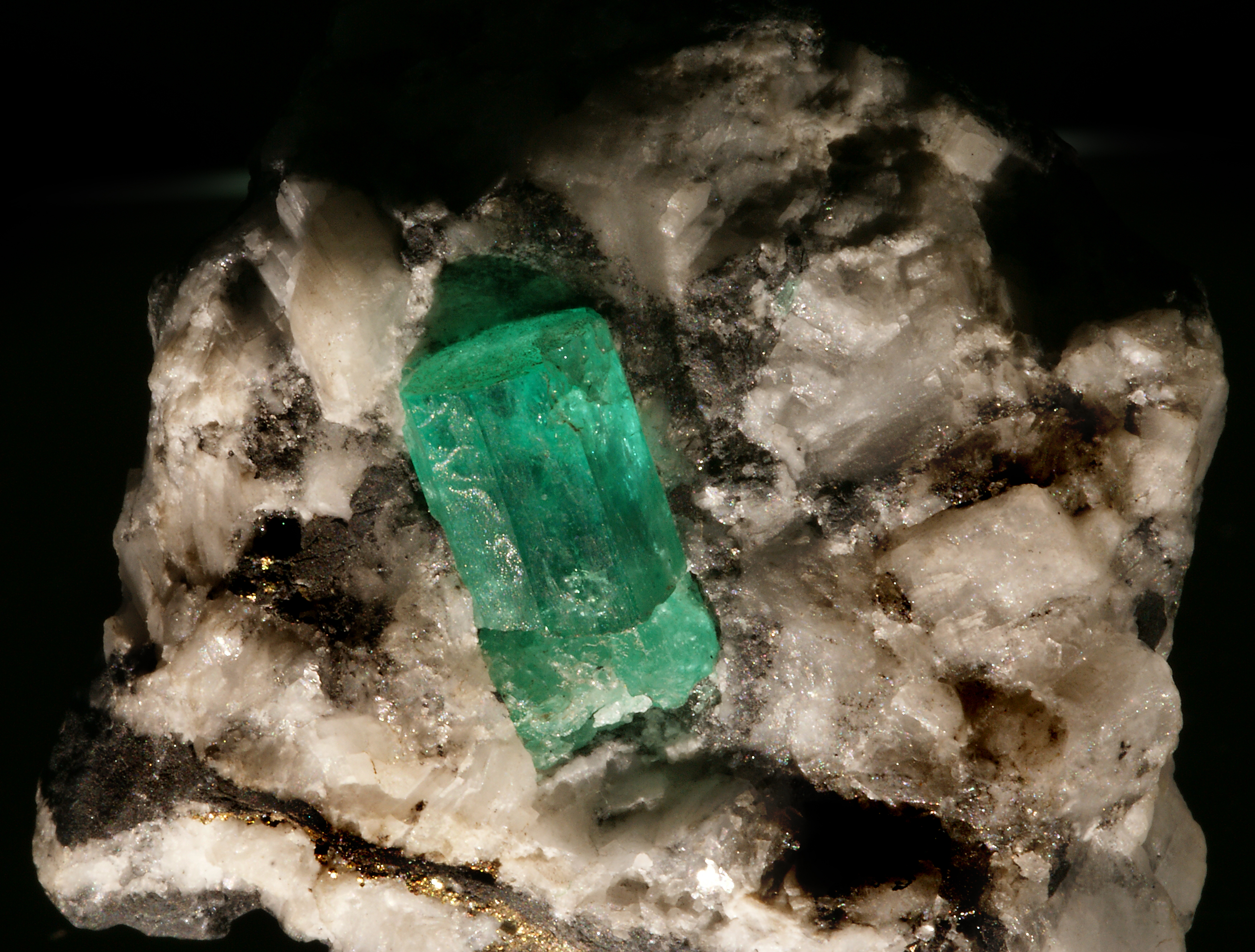
Silicates Émeraude
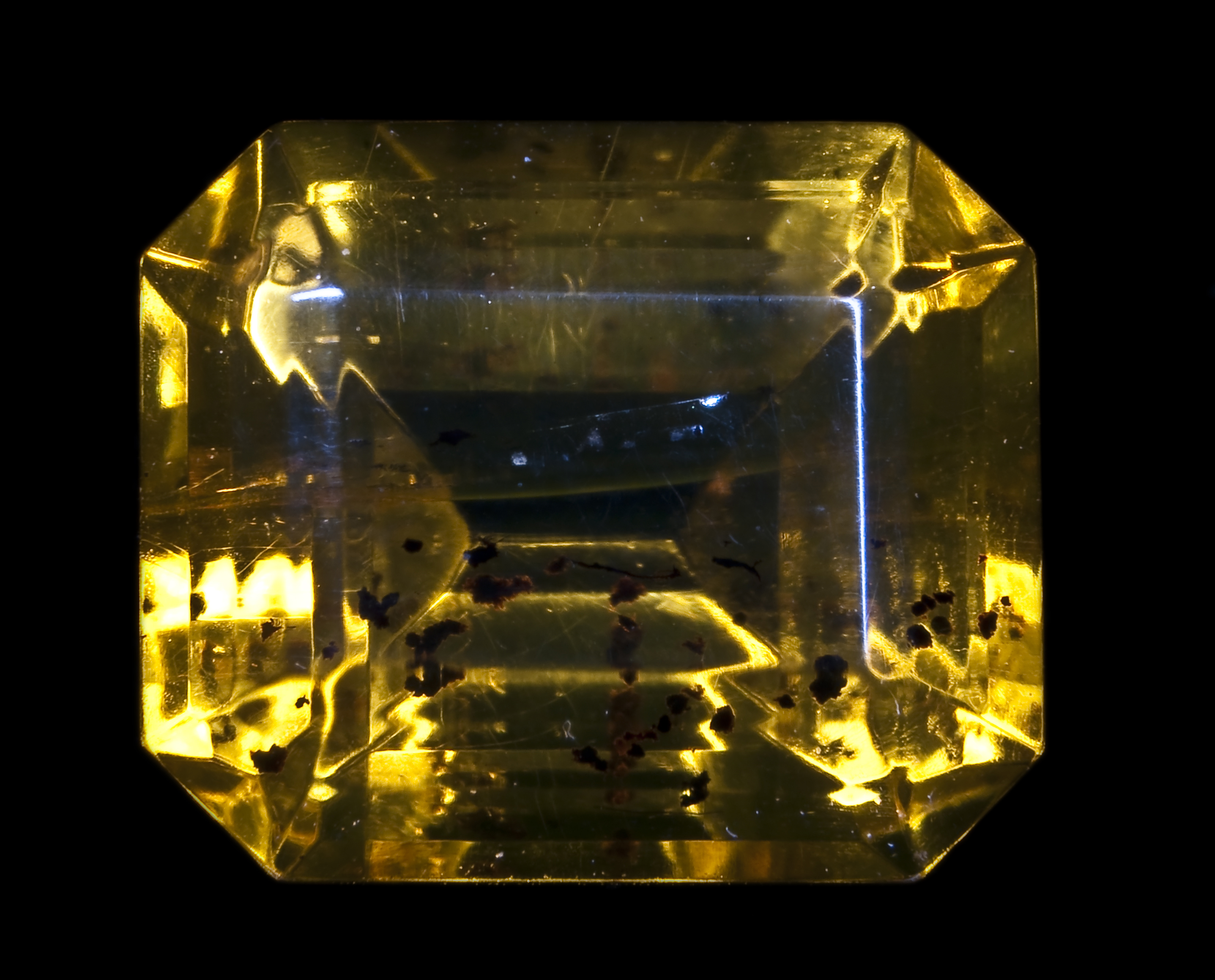
Minéraux organiques Mellite